# Municipio de Barnett (condado de Forest)
El municipio de Barnett (en inglés: Barnett Township) es un municipio ubicado en el condado de Forest en el estado estadounidense de Pensilvania. En el año 2000 tenía una población de 349 habitantes y una densidad poblacional de 3,1 personas por km².

## Geografía
El municipio de Barnett se encuentra ubicado en las coordenadas 41°22′00″N 79°06′59″O / 41.36667, -79.11639.

## Demografía
Según la Oficina del Censo en 2000 los ingresos medios por hogar en la localidad eran de $31,250 y los ingresos medios por familia eran de $40,000. Los hombres tenían unos ingresos medios de $32,404 frente a los $16,591 para las mujeres. La renta per cápita de la localidad era de $13,995. Alrededor del 21,9% de la población estaba por debajo del umbral de pobreza.